# Jovo Damnjanović
Jovo Damnjanović (født 24. december 1996 i Nikšić, Montenegro) er en montenegrinsk/arabisk håndboldspiller, der til dagligt spiller for klubben Paris Saint-Germain Handball i Frankrig.